# Puccinellia shuanghuensis
Puccinellia shuanghuensis är en gräsart som beskrevs av L.Liou. Puccinellia shuanghuensis ingår i släktet saltgrässläktet, och familjen gräs. Inga underarter finns listade i Catalogue of Life.